# Lục quân Lục địa
Lục quân Lục địa Mỹ (tiếng Anh: American Continental Army) được thành lập bởi Đệ Nhị Quốc hội Lục địa sau khi Chiến tranh Cách mạng Mỹ bùng nổ bởi các thuộc địa cũ của Anh mà sau này đã trở thành một phần của Hợp chúng quốc Hoa Kỳ. Được thành lập theo một giải pháp của Quốc hội Lục địa vào ngày 14 tháng 6 năm 1775, lục quân được triển khai để điều hợp những nỗ lực quân sự của mười ba thuộc địa trong cuộc tranh đấu của họ chống lại sự cai trị của Vương quốc Anh. Lục quân Lục địa liên kết với các nhóm dân quân địa phương và quân lực khác mà đang nằm dưới sự kiểm soát của các tiểu bang thành viên. Tướng George Washington là tổng tư lệnh lục quân này trong suốt thời gian chiến tranh.
Phần lớn Lục quân Lục địa bị giải tán vào năm 1783 sau Hiệp định Paris (1783) kết thúc chiến tranh. Các đơn vị còn lại có lẽ được tập hợp thành những hạt nhân của lục quân mới mà sau đó trở thành Lục quân Hoa Kỳ.

## Thành lập
Khi Chiến tranh Cách mạng Mỹ bắt đầu với Các trận đánh Lexington và Concord vào tháng 4 năm 1775, các nhà cách mạng thực dân không có một quân đội. Trước đó, mỗi thuộc địa đều lệ thuộc vào dân quân được thành lập như những chiến sĩ-công dân bán thời gian vì mục đích bảo vệ địa phương. Khi cẳng thẳng với Vương quốc Anh gia tăng trong những năm dẫn đến chiến tranh, những người thực dân bắt đầu cải cách các nhóm dân quân để chuẩn bị cho cuộc xung đột tiềm ẩn. Việc huấn luyện dân quân gia tăng sau khi Vương quốc Anh thông qua Các Đạo luật bất nhân nhượng (Intolerable Acts) vào năm 1774. Những người thực dân như Richard Henry Lee đã đề nghị thành lập một lực lượng dân quân quốc gia nhưng Đệ nhất Quốc hội Lục địa bác bỏ ý tưởng này.
Sau trận Lexington và Concord, hàng ngàn dân quân từ Tân Anh Cát Lợi tập hợp lại để chống lại cuộc vây hãm Boston của quân Anh. Ngày 14 tháng 6 năm 1775, Đệ nhị Quốc hội Lục địa quyết định triển khai việc thành lập một Lục quân Lục địa vì mục đích phòng vệ chung, nhận các lực lượng dân quân đang có mặt bên ngoài Boston làm các đơn vị đầu tiên của quân đội. Ngày 15 tháng 6, quốc hội bỏ phiếu áp đảo bầu George Washington làm tổng tư lệnh. Washington chấp nhận cương vị này mà không đòi hỏi bất cứ tiền lương nào ngoài việc lấy lại tiền túi chi tiêu của mình.
Bốn thiếu tướng (Artemas Ward, Charles Lee, Philip Schuyler, và Israel Putnam) và tám chuẩn tướng (Seth Pomeroy, Richard Montgomery, David Wooster, William Heath, Joseph Spencer, John Thomas, John Sullivan, và Nathanael Greene) được bổ nhiệm trong thời gian vài ngày.

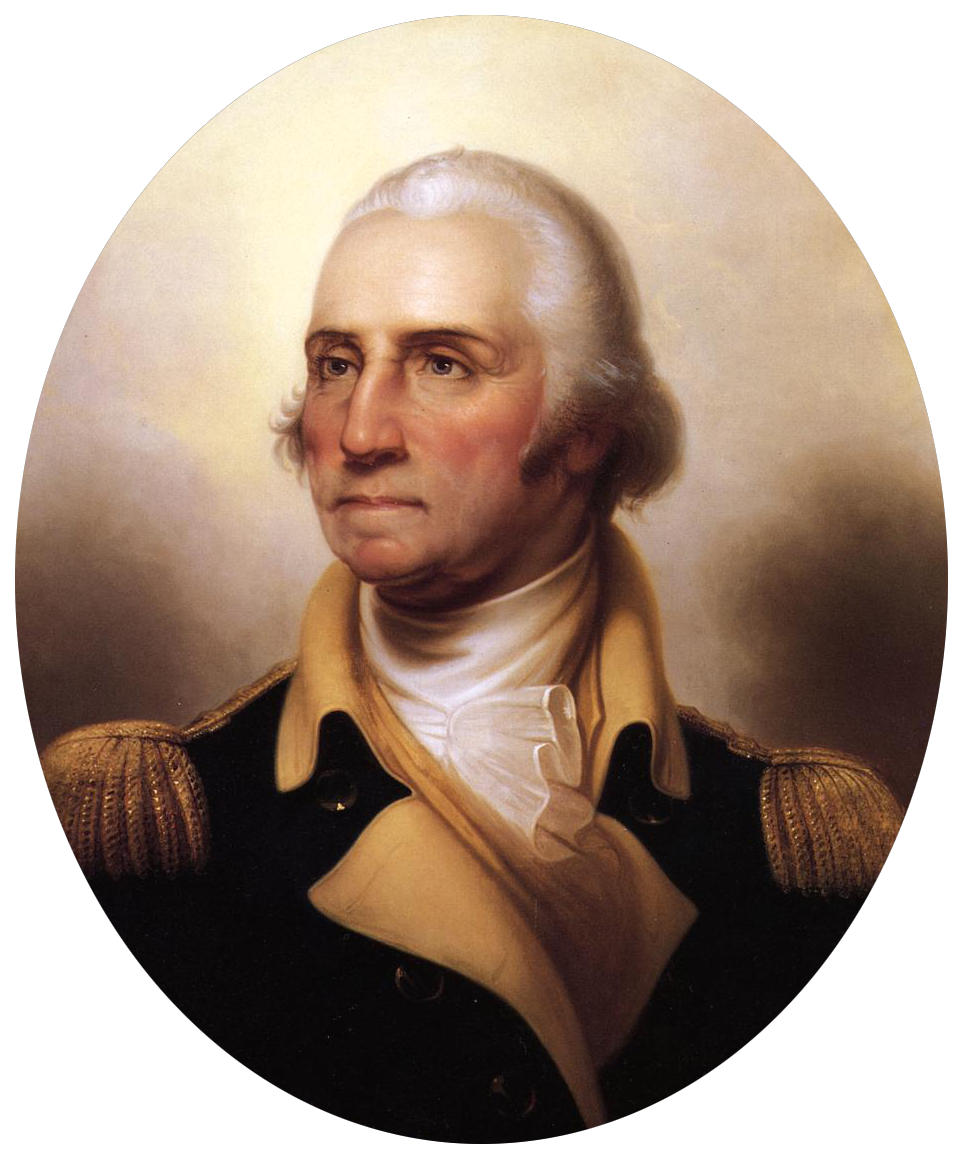
Tướng George Washington được bổ nhiệm là tổng tư lệnh Lục quân Lục địa vào ngày 15 tháng 6 năm 1775.

Khi Quốc hội Lục địa gia tăng đảm nhận thêm trách nhiệm và tình hình của một nghi viện của một quốc gia có chủ quyền thi vai trò của Lục quân Lục địa là chủ đề của cuộc tranh luận khá nổi bật. Duy trì một lục quân hiện dịch đã gây nên sự phản cảm trong số người Mỹ nhưng mặt khác vì điều kiện cần thiết của một cuộc chiến chống người Anh nên cần có sự kỷ luật và sự tổ chức của một lục quân hiện đại. Kết quả là lục quân đã trải qua nhiều giai đoạn rõ rệt bằng việc giải tán và tái tổ chức các đơn vị.
Binh sĩ trong Lục quân Lục địa là các công dân tình nguyện phục vụ trong lục quân (nhưng được trả lương). Có những thời điểm khác nhau trong suốt cuộc chiến, thời gian tại ngũ chuẩn kéo dài từ một đến 3 năm.
Nói chung thì các lực lượng của Lục quân Lục địa gồm có một số lục quân kế nhiệm sau:
- Lục quân Lục địa năm 1775 gồm lục quân Tân Anh Cát Lợi ban đầu được Washington tổ chức thành ba sư đoàn. Ngoài ra còn có 10 trung đoàn của trung tướng Philip Schuyler được phái sang xâm nhập Canada.
- Lục quân Lục địa năm 1776 được tái tổ chức sau thời kỳ nhập ngũ đầu tiên của các binh sĩ thuộc lục quân năm 1775 hết hạn. Washington đệ trình những kiến nghị đến Quốc hội Lục địa ngay sau khi ông nhận vị trí tổng tư lệnh nhưng những kiến nghị này mất một khoảng thời gian để được cứu xét và thực hiện. Mặc dù cố gắng mở rộng phạm vi tuyển quân ra ngoài vùng Tân Anh Cát Lợi nhưng lục quân năm 1776 vẫn nghiêng về vùng đông bắc cả về mặt trọng tâm địa lý và thành phần binh sĩ.
- Lục quân Lục địa năm 1777-80 là kết quả của một số cải cách và quyết định chính trị tới hạn khi rõ ràng rằng người Anh đang đưa những lực lượng khổng lồ đến với mục đích dẹp tan Cách mạng Mỹ. Quốc hội Lục địa phê chuẩn giải pháp thành lập 88 tiểu đoàn, ra lệnh mỗi tiểu bang đóng góp số binh sĩ theo tỉ lệ dân số của mình, và Washington sau đó được quyền tuyển mộ thêm 16 tiểu đoàn nữa. Thời gian tại ngũ được nâng lên đến 3 năm hay "chiều dài của cuộc chiến" để tránh khủng hoảng thiếu quân vào cuối năm mà có thể làm suy yếu các lực lượng.
- Lục quân Lục địa năm 1781-82 chứng kiến cuộc khủng hoảng trầm trọng nhất bên phía lực lượng Mỹ. Quốc hội bị phá sản nên việc thay thế các binh sĩ sắp hết hạn quân dịch 3 năm gặp nhiều khó khăn. Sự ủng hộ của dân chúng dành cho chiến tranh đang ở mức độ thấp và Washington phải dập tắc các cuộc phản loạn tại cả hai quân khu Pennsylvania và New Jersey. Quốc hội bỏ phiếu cắt giảm tài chính cho lục quân nhưng dù thế Washington vẫn lãnh đạo giành được các chiến thắng quan trọng mang tính chiến lược.
- Lục quân Lục địa năm 1783-84 được thừa kế bởi Lục quân Hoa Kỳ mà vẫn còn hoạt động đến ngày nay. Khi hòa bình đến gần với người Anh, phần đông các trung đoàn được giải tán một cách có trật tự.

Ngoài các binh sĩ Lục quân Lục địa chính quy, các đơn vị địa phương quân, được tuyển mộ và tài trợ bởi các tiểu bang/thuộc địa, đã tham chiến trong suốt thời gian chiến tranh. Đôi khi các đơn vị địa phương quân được kêu gọi để hỗ trợ và tăng cường cho lục quân chính quy trong suốt các cuộc hành quân.
Trách nhiệm tài chánh cung cấp tiền lương, thực phẩm, chỗ ở, quần áo, và trang thiết bị dành cho các đơn vị đặc biệt được giao cho các tiểu bang như một phần của việc thành lập các đơn vị này. Các tiểu bang bất đồng với nhau về các nghĩa vụ này. Thường hay xảy ra các vấn đề tài trợ và vấn đề tinh thần chiến đấu trong khi chiến tranh đang tiếp diễn. Điều này đã dẫn đến việc lục quân trả lương thấp, cung cấp thực phẩm hư, bắt làm việc vất vả. Quân nhân chịu đựng những điều kiện thời tiết nóng hoặc lạnh với quần áo và nơi trú ẩn tồi tệ, vô kỷ luật và xác suất bị thương vong cao.

## Các chiến dịch

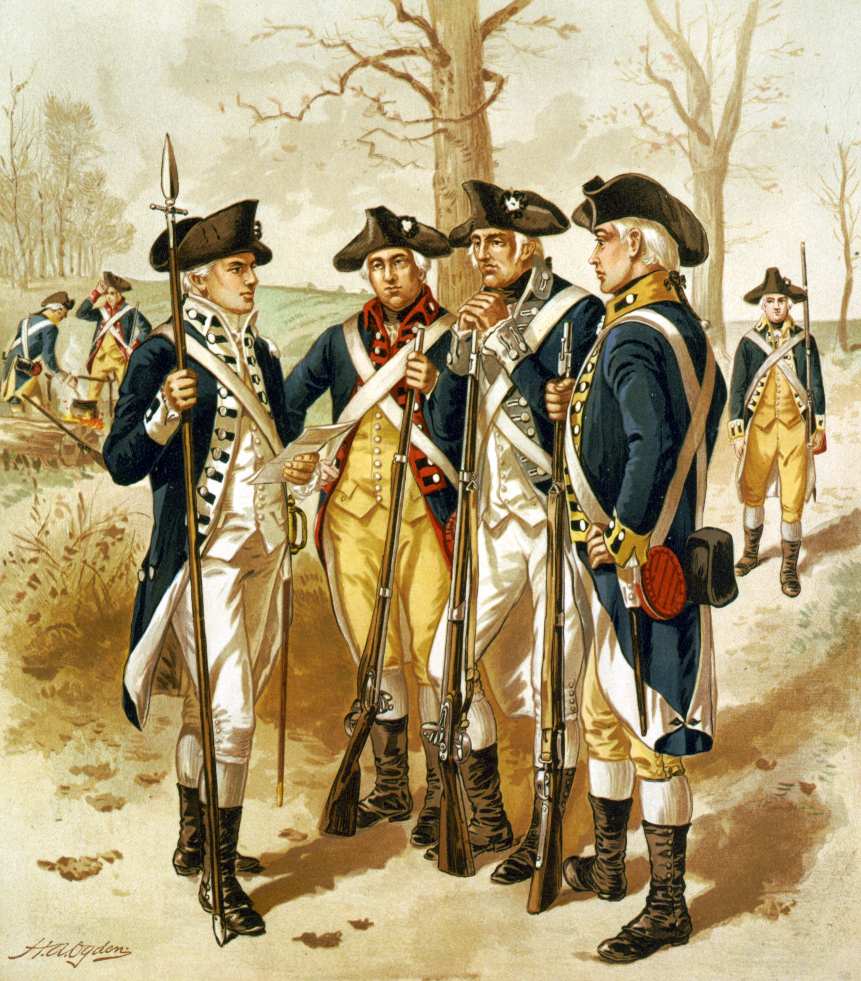
Bộ binh của Lục quân Lục địa.

Vào lúc có cuộc bao vây Boston, Lục quân Lục địa tại Cambridge, Massachusetts vào tháng 6 năm 1775 được ước lượng có quân số từ 14-16.000 người từ Tân Anh Cát Lợi (mặc dù con số thực tế có thể thấp hơn là 11.000 người vì đào ngũ). Cho đến khi Washington nhận chức tổng tư lệnh thì quân số này vẫn nằm với quyền tư lệnh của Artemas Ward trong khi đó John Thomas có vai trò là sĩ quan hành chính và Richard Gridley chỉ huy các đơn vị pháo binh và là công binh trưởng.
Lực lượng Anh tại Boston đang gia tăng với các đợt chuyển binh sĩ mới đến. Lúc đó họ có khoảng 10.000 binh sĩ. Các thiếu tướng William Howe, Henry Clinton, và John Burgoyne đến vào cuối tháng 5 và cùng với tướng Thomas Gage hoạch định và tiến hành các kế hoạch để đập tan quân nổi dậy. Cảm giác an toàn với sự hiện diện của các sĩ quan kỳ cựu này và các binh sĩ quanh mình; sự hiện diện của một số tàu chiến dưới quyền của đô đốc Samuel Graves— thống đốc ra lệnh thiết quân lực, gán danh cho toàn bộ Lục quân Lục địa và những người ủng hộ là "những kẻ nổi loạn" và "những kẻ phản bội Hiến pháp." Lệnh ân xá được ban hành dành cho những ai từ bỏ lòng trung thành đối với Lục quân Lục địa và Quốc hội Lục địa mặc dù Samuel Adams và John Hancock vẫn còn bị truy nã vì tội phản quốc. Việc tuyên bố như vậy chỉ làm tăng thêm sức mạnh của Lục quân Lục địa.
Sau khi người Anh rút bỏ Boston (bị bắt buộc rút khỏi vì hỏa lực pháo binh của Lục quân Lục địa đặt trên cao nhìn xuống thành phố vào tháng 3 năm 1776), Lục quân Lục địa di chuyển đến New York. Trong năm năm kế tiếp, những bộ phận chính của Lục quân Lục địa và lực lượng Anh mở các chiến dịch chống lại nhau tại New York, New Jersey, và Pennsylvania. Những chiến dịch này gồm có những trận đánh nổi bật như Trenton, Princeton, Brandywine, Germantown, và Morristown.
Lục quân Lục địa được hợp nhất về mặt chủng tộc, một điều mà Lục quân Hoa Kỳ sau đó không có được cho đến Chiến tranh thế giới thứ hai. Những người Mỹ nô lệ gốc châu Phi được hứa hẹn tự do nếu phục vụ trong lục quân tại Tân Anh Cát Lợi. Họ chiếm 1/5 quân số của Lục quân Lục địa miền Bắc.
Suốt thời gian tồn tại, Lục quân Lục địa gặp nhiều vấn đề như tiếp vận tồi tệ, thiếu huấn luyện, tuyển quân ngắn hạn, đối nghịch giữa các tiểu bang, và Quốc hội Lục địa không có khả năng áp chế các tiểu bang cung ứng lương thực, tiền bac hay tiếp liệu. Ban đầu binh sĩ được tuyển mộ với thời gian phục vụ là 1 năm. Phần lớn họ là những người tự nguyện vì lòng yêu nước. Nhưng khi chiến tranh lan rộng, tiền thưởng để gia nhập lục quân và các hình thức khuyến khích khác được dùng đến. Hai cuộc nổi loạn chính xảy ra vào cuối chiến tranh đã làm tổn hại nghiêm trọng đến sự hiệu quả của hai trong số các đơn vị chủ lực.
Lục quân gia tăng hiệu quả và tỉ lệ thành công qua một loạt các thử nghiệm và sai lầm, thường đi cùng với thiệt hại nhân mạng nặng nề. Tướng Washington và các sĩ quan nổi bật khác là những chỉ huy chủ đạo trong việc duy trì thống nhất, học tập và ứng dụng, và giữ kỷ luật trong suốt 8 năm chiến tranh. Vào mùa đông năm 1777-78, với sự tham dự của Friedrich Wilhelm von Steuben người gốc Phổ, việc huấn luyện và kỷ luật của Lục quân Lục địa bắt đầu cải thiện lớn lao.
Gần cuối chiến tranh, Lục quân Lục địa được tăng cường bởi một lực lượng viễn chinh của Pháp do tướng Jean-Baptiste Donatien de Vimeur chỉ huy và một hải đội của Hải quân Pháp. Cuối mùa hè năm 1781, bộ phận chính của lục quân di chuyển về miền nam đến Virginia để họp mặt với hạm đội Tây Ấn của Pháp dưới quyền chỉ huy của đô đốc Comte de Grasse. Việc này dẫn đến cuộc bao vây Yorktown, trận Chesapeake có tính quyết định, và việc quân đội Anh ở miền nam đầu hàng. Đến đây coi như đánh dấu sự kết thúc của cuộc chiến trên bộ tại Mỹ mặc dù Lục quân Lục địa còn quay trở lại phong tỏa quân đội Anh ở miền bắc tại New York cho đến khi hiệp ước hòa bình có hiệu lực hai năm sau đó.

## Giải ngũ và tái tổ chức
Một lực lượng còn lại vẫn đóng quân tại West Point, New York và một số tiền đồn biên giới cho đến khi Quốc hội Lục địa thành lập Lục quân Hoa Kỳ bằng nghị quyết 3 tháng 6 năm 1784.
Kế hoạch chuyển tiếp thành một lực lượng thời bình bắt đầu vào tháng 4 năm 1783 theo lời yêu cầu của một hội đồng quốc hội do Alexander Hamilton làm chủ tọa. Tổng tư lệnh thảo luận vấn đề với các sĩ quan chính trước khi trình lên bản báo cáo chính thức của lục quân vào ngày 2 tháng 5. Đáng nói ở đây là có một sự đồng thuận rộng rãi về khung sườn căn bản trong các sĩ quan. Washington đề nghị lập bốn bộ phận: một lục quân chính quy nhỏ, một đoàn địa phương quân có tổ chức và được huấn luyện, một hệ thống kho vũ khí, và một học viện quân sự để huấn luyện các sĩ quan công binh và pháo binh. Washington muốn có 4 trung đoàn bộ binh mà mỗi trung đoàn sẽ được bố trí đến một phần biên giới nào đó. Ngoài ra ông cũng muốn có một trung đoàn pháo binh. Lời đề nghị tổ chức các trung đoàn của ông theo đúng như kiểu mẫu của Lục quân Lục địa nhưng có một sự sẵn sàng gia tăng sức mạnh trong trường hợp có chiến tranh. Washington trông mong rằng địa phương quân chính yếu sẽ duy trì an ninh quốc gia vào lúc khởi sự chiến tranh cho đến khi lục quân chính quy có thể mở rộng vai trò như đã từng thực hiện trong năm 1775 và 1776. Steuben và Duportail đệ trình những lời đề nghị của chính họ lên quốc hội để được xem xét.
Mặc dù quốc hội từ chối bỏ phiếu quyết định về việc thành lập lục quân thời bình vào ngày 12 tháng 5, quốc hội đã đề cập đến nhu cầu cần thiết là duy trì một số quân hiện dịch cho đến khi người Anh rút ra khỏi Thành phố New York và các tiền đồn biên giới. Các đại biểu quốc hội yêu cầu Washington sử dụng các binh sĩ được tuyển mộ theo thời hạn quân dịch định kỳ làm quân đồn trú tạm thời. Một toán quân như thế từ West Point đến tái chiếm New York mà không xảy ra cuộc chạm trán nào với quân Anh vào ngày 25 tháng 11. Khi nỗ lực thương lượng của Steuben (phía Lục quân Lục địa) nhằm chuyển giao các tiền đồn biên giới với thiếu tướng Frederick Haldimand (phía quân Anh) bị đổ vỡ vào tháng 7 thì người Anh tiếp tục kiểm soát các tiền đồn này. Vì sự thất bại này và việc nhận thấy rằng phần lớn các binh sĩ bộ binh được tuyển mộ sắp mãn nhiệm vào tháng 6 năm 1784 nên Washington đã ra lệnh cho Knox, người được ông chọn làm tư lệnh lục quân thời bình, giải ngũ tất cả trừ 500 binh sĩ bộ binh và 100 pháo thủ trước khi mùa đông đến. Nhóm binh sĩ còn lại tập họp thành Trung đoàn Lục địa Jackson dưới quyền của đại tá Henry Jackson của Massachusetts. Đại đội pháo binh duy nhất, có tên là New Yorkers dưới quyền của John Doughty, tập hợp lại từ những thành phần còn lại của Trung đoàn Pháo binh Lục địa số 2.
Quốc hội ra tuyên bố vào ngày 18 tháng 10 năm 1783, chấp thuận việc giảm quân của Washington. Ngày 2 tháng 11, Washington cho đăng Sắc lệnh từ biệt của ông tại các tờ báo của Philadelphia để phân phát khắp đất nước đến những binh sĩ nghỉ phép. Washington tin rằng sự hòa đồng của mọi người từ mọi tiểu bang thành "một đoàn anh em yêu nước" là một thành quả lớn, và ông hối thúc các cựu chiến binh tiếp tục tận tụy trong cuộc sống dân sự.
Washington nói lời từ biệt đến các sĩ quan còn lại của mình vào ngày 4 tháng 12 tại Quán rượu Fraunces trong Thành phố New York. Ngày 23 tháng 12, ông xuất hiện trong quốc hội, lúc đó được nhóm hợp tại Annapolis, và trao lại chức vụ tổng tư lệnh. Quốc hội kết thúc Chiến tranh Độc lập Mỹ ngày 14 tháng 1 năm 1784 bằng việc phê chuẩn hiệp định hòa bình được ký kết tại Paris ngày 3 tháng 9.
Quốc hội lần nữa bác bỏ khái niệm về một lực lượng thời bình của Washington vào tháng 10 năm 1783. Khi những đại biểu ôn hòa giới thiệu một giải pháp thay thế vào tháng 4 năm 1784 nhằm cắt giảm lục quân xuống còn 900 người gồm 1 tiểu đoàn pháo binh và 3 tiểu đoàn bộ binh thì quốc hội cũng bác bỏ một phần vì New York sợ rằng các binh sĩ từ Massachusetts có thể đứng về phía tiểu bang của mình trong một cuộc tranh chấp đất đai giữa hai tiểu bang. Một đề nghị khác là giữ 350 binh sĩ và tuyển mộ thêm 700 tân binh cũng thất bại. Ngày 2 tháng 6, quốc hội ra lệnh giải ngũ toàn bộ binh sĩ trừ 25 binh sĩ đồn trú tại Đồn Pitt và 55 binh sĩ tại West Point. Ngày hôm sau, quốc hội thành lập lục quân thời bình mà các nhóm quan tâm khác nhau đều chấp nhận.
Kế hoạch này yêu cầu 4 tiểu bang tuyển mộ 700 binh sĩ phục vụ trong 1 năm. Quốc hội chỉ thị Bộ trưởng Chiến tranh thành lập lục quân thành 8 đại đội bộ binh và 2 đại đội pháo binh. Pennsylvania, với số lượng 260 binh sĩ, có quyền chỉ định một trung tá. Vị trung tá này sẽ là sĩ quan cao cấp. New York và Connecticut mỗi tiểu bang tuyển mộ 165 binh sĩ và mỗi tiểu bang được chỉ định một thiếu tá; phần còn lại 110 binh sĩ đến từ New Jersey.
Được chỉ huy bởi các cựu chiến binh, lục quân chính quy thời bình này lớn mạnh dần trong thập niên theo sau. Lục quân này thừa hưởng các quy định, luật lệ và truyền thống của Lục quân Lục địa. Sách Xanh của Steuben vẫn là sách chỉ nam chính thức cho quân chính quy cũng như địa phương quân của đa số tiểu bang cho đến khi Winfield Scott vào năm 1835 đã cho áp dụng những quy tắc quân sự năm 1791 của Pháp vào Lục quân Mỹ.

## Những trận đánh lớn
- Cuộc bao vây Boston
- Trận Long Island
- Trận Trenton
- Trận Princeton
- Trận Brandywine
- Trận Germantown
- Trận Saratoga
- Trận Monmouth
- Cuộc bao vây Charleston
- Trận Camden
- Trận Cowpens
- Trận Guilford Court House
- Cuộc bao vây Yorktown